# Baldakijn

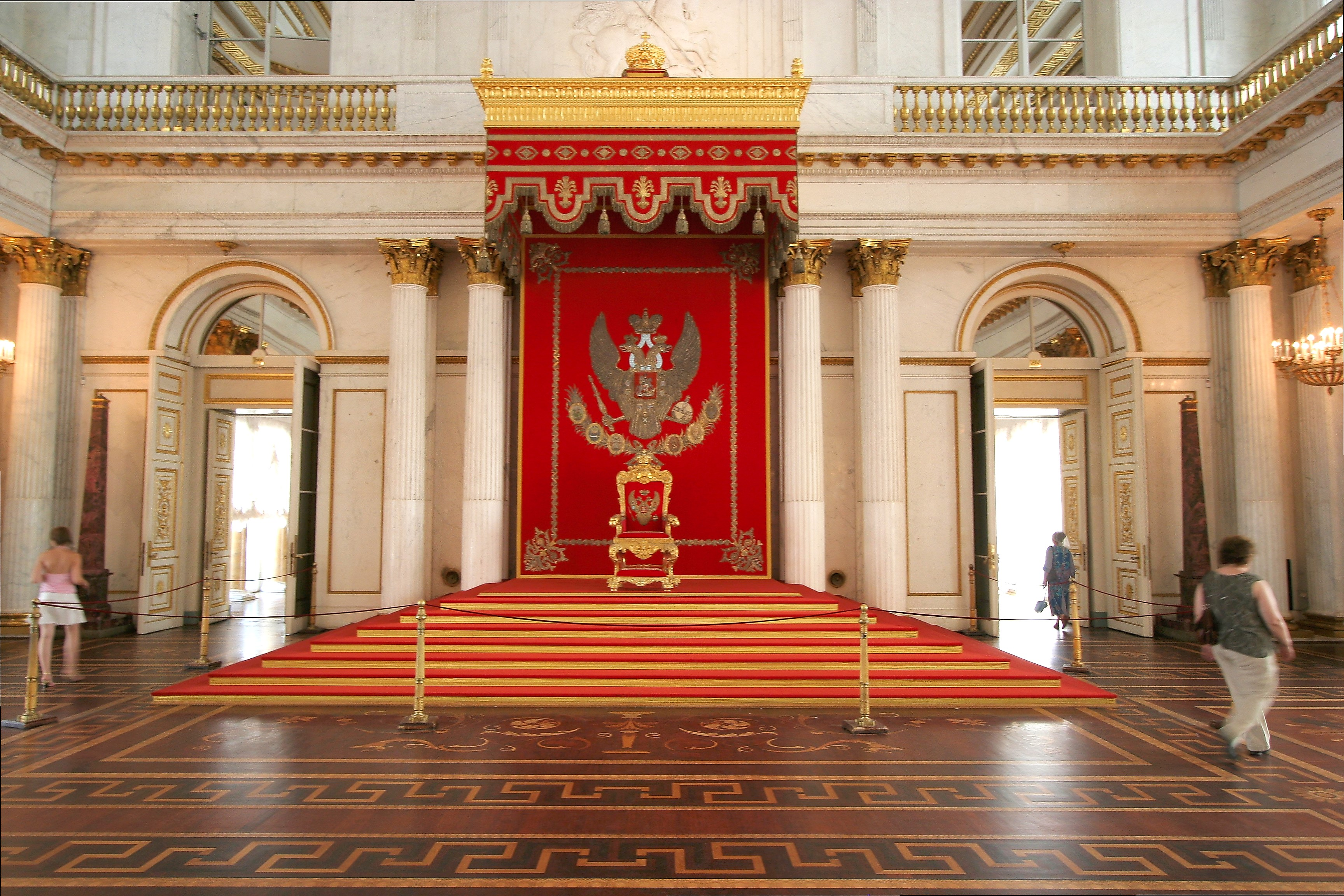
Troonbaldakijn in Sint-Petersburg

Een baldakijn, troonhemel, processiehemel of draaghemel is een van kostbare stof gemaakte overkapping, die als eerbewijs boven een persoon of voorwerp geplaatst of gedragen wordt. Het gebruik van baldakijnen in de beeldhouwkunst en de heraldiek is hiervan afgeleid. Het woord baldakijn (Italiaans: baldacchino) is afgeleid van de oude Italiaanse naam voor de stad Bagdad, Baldacco, waar de kostbare stoffen (zoals brokaat en zijde) vandaan kwamen.

## Varianten
Er bestaan de volgende varianten:
- Een baldakijn dat boven een troon is bevestigd.
- Een baldakijn dat boven het hoofd van een (pas gekroonde) koning of een ander belangrijk persoon wordt gedragen.
- Een baldakijn boven een bed.[1]
- Een altaarciborie is een baldakijn, dat zich permanent boven het hoofdaltaar in een kerkgebouw bevindt.
- Een baldakijn, draag- of processiehemel, dat wordt meegedragen in een processie, meestal boven het hoofd van de priester die de monstrans met de hostie draagt.
- De choepa, zoals gebruikt bij een traditioneel joods huwelijk.
- Een baldakijn kan ook een heraldisch "pronkstuk" zijn.
- Een baldakijn in de vorm van een parasol in een basiliek heet een conopeum.
- In het verleden werd een dergelijke parasol (ombrellino), soms te paard, voor de pausen uitgedragen.
- Dit laatste gebruik lijkt op dat van de 'pajong' in Indonesië dat een hoge status aangeeft.

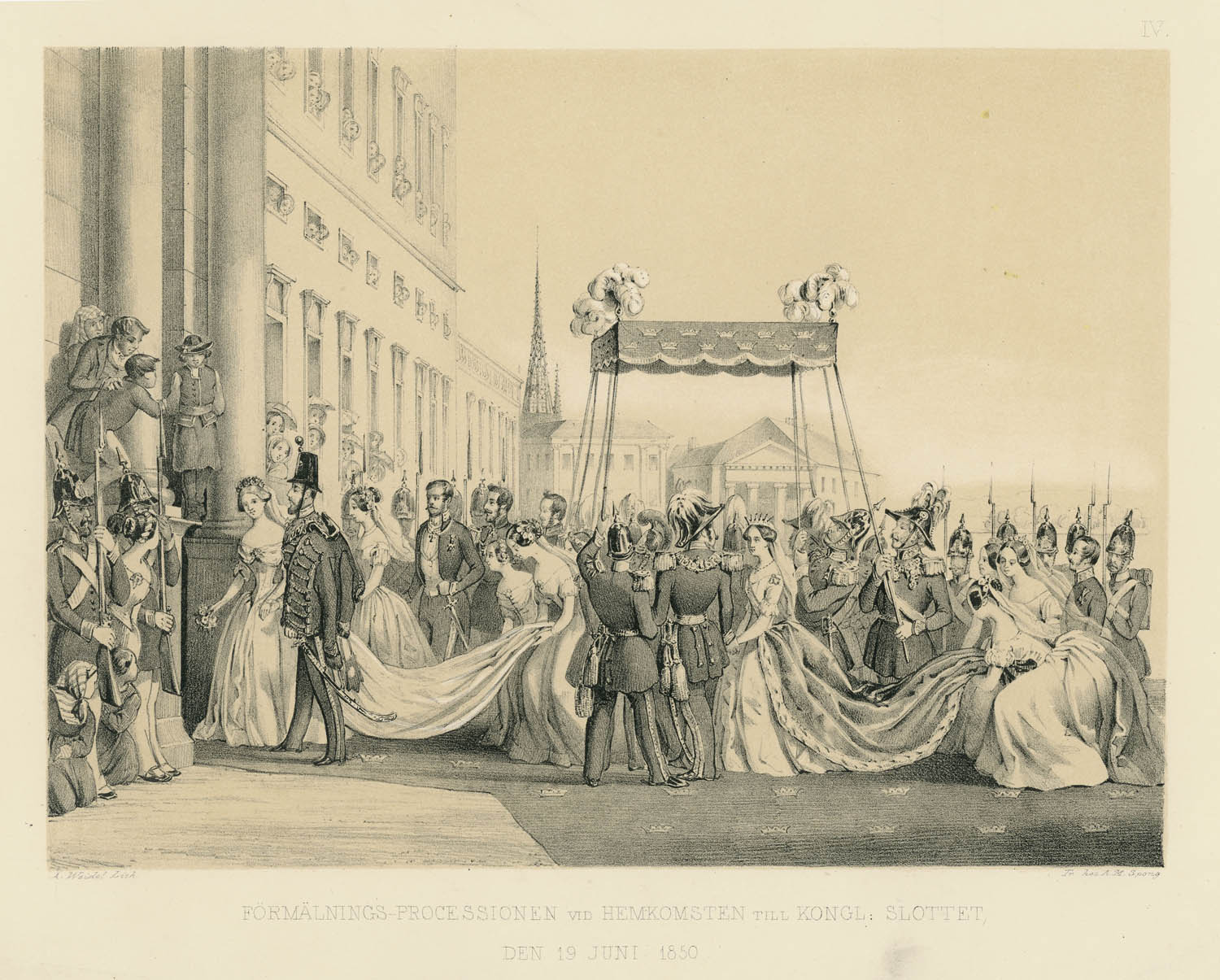
Koninklijk draagbaldakijn in Zweden, 1850
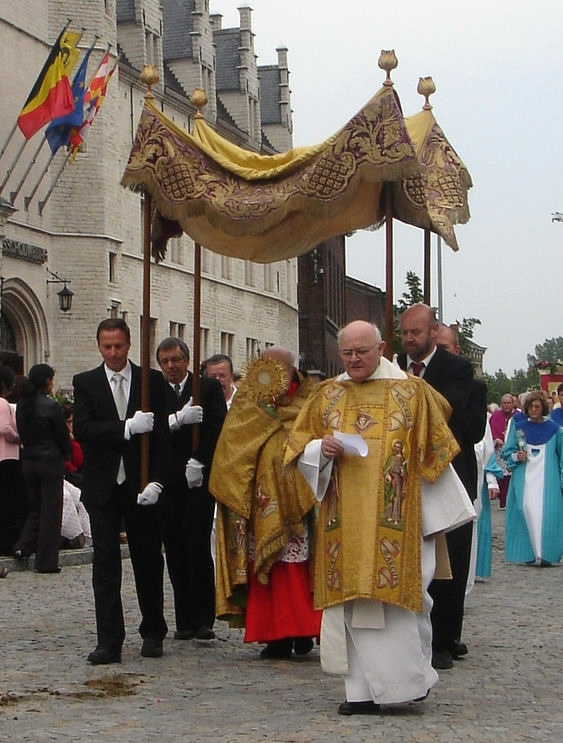
Processiebaldakijn in Mechelen
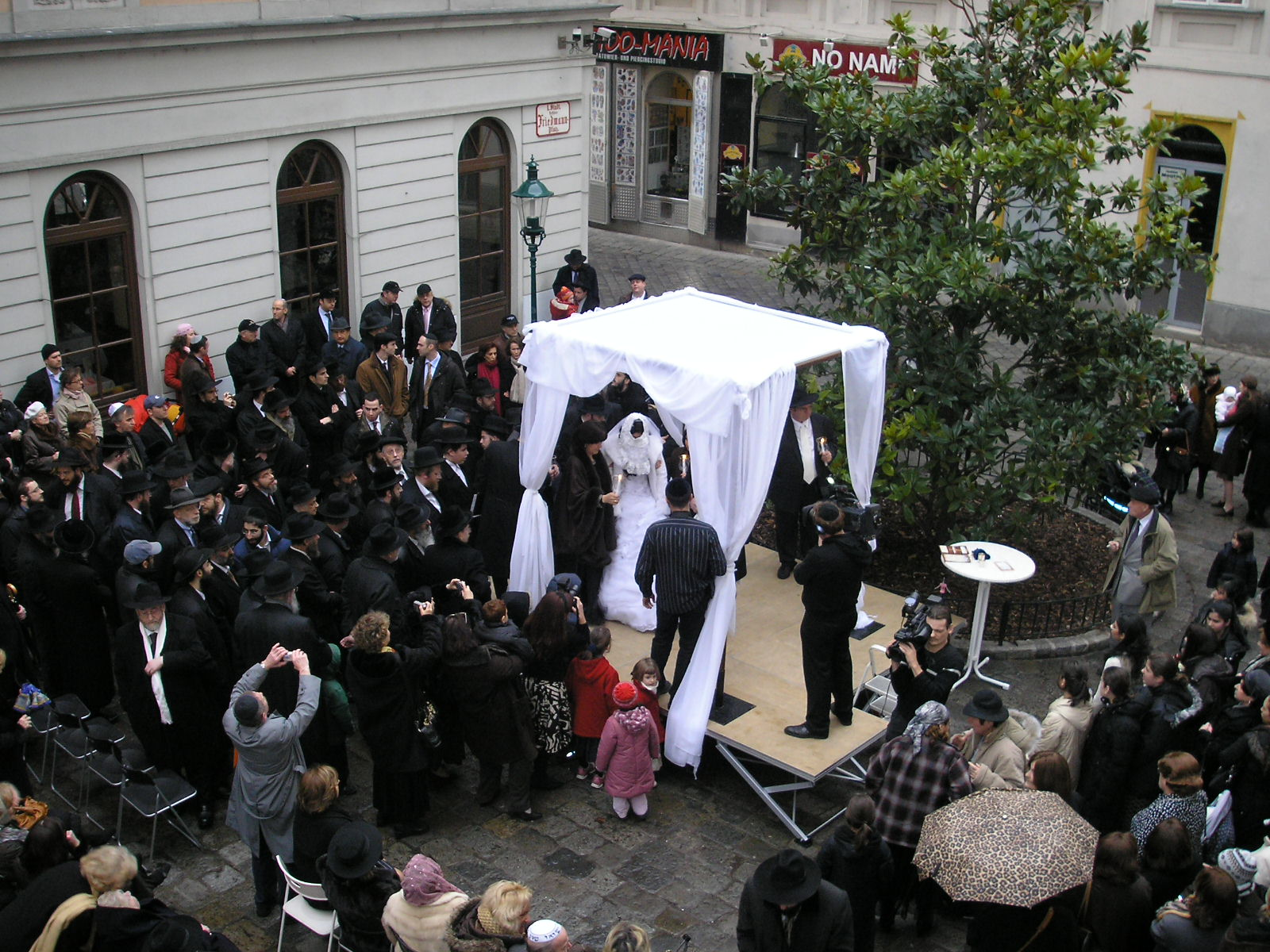
Choepa bij een joods huwelijk in de open lucht in Wenen
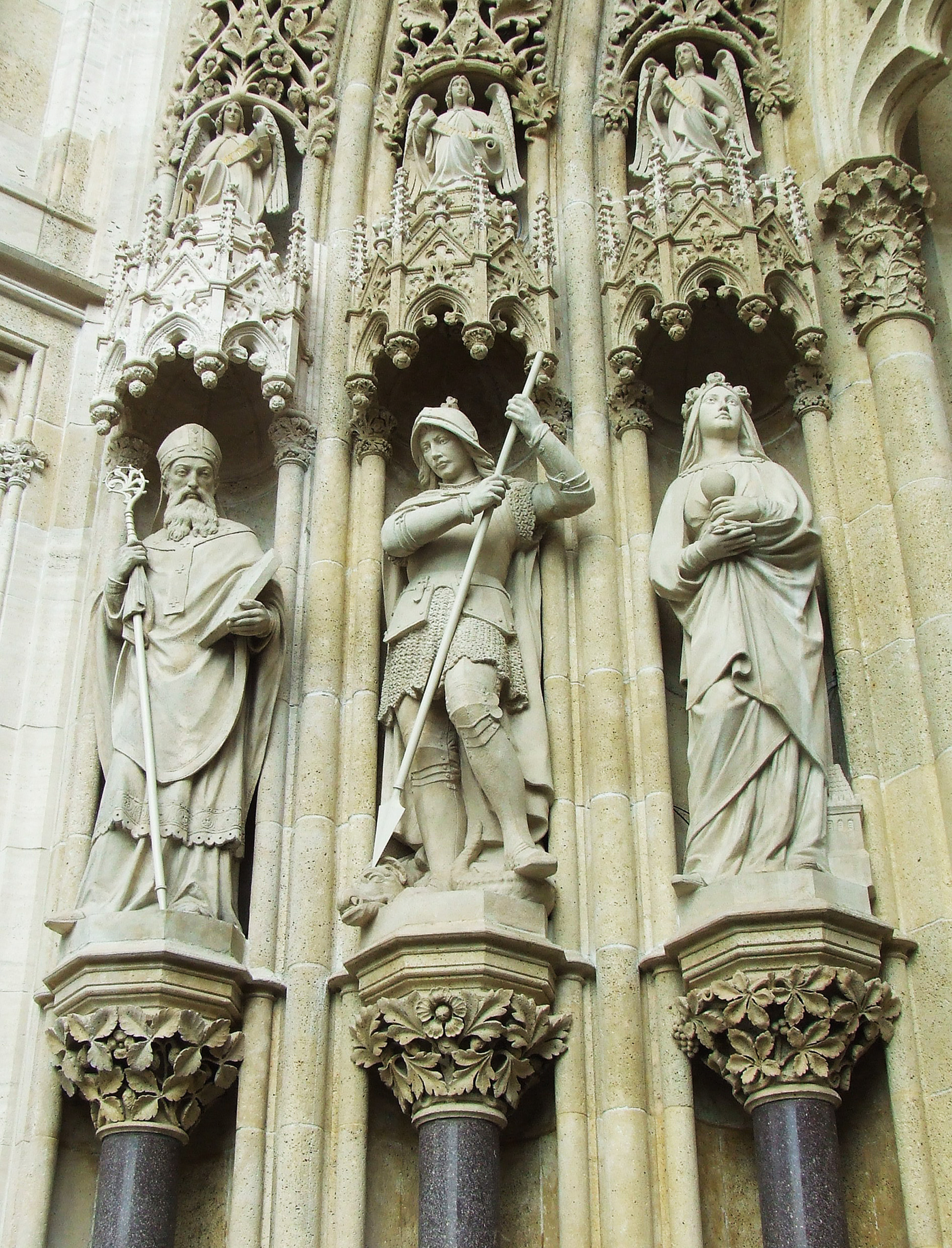
Gebeeldhouwde baldakijnen in de kathedraal van Zagreb
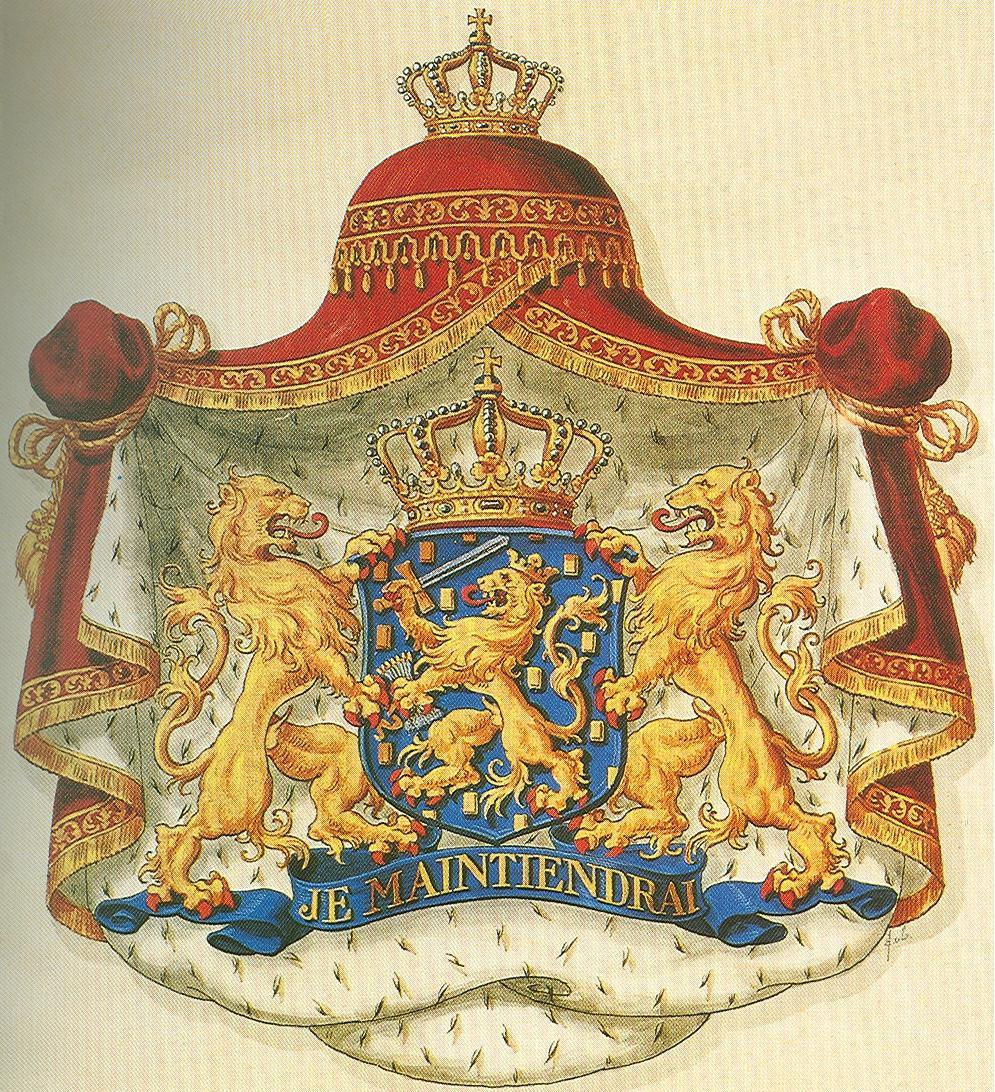
Nederlands Rijkswapen (Wapen van het Koninkrijk der Nederlanden). Op de wapenmantel is een baldakijn geplaatst
Wapen van de Pontificale Camerlengo
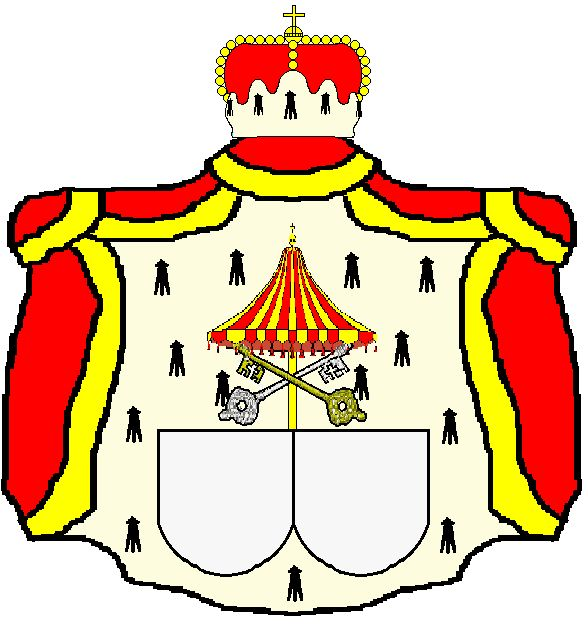
Een prinselijk alliantiewapen met een umbrellino laat zien dat een lid van de familie Paus is geweest
De Heer van Montefeltro was erfelijk drager van de Pauselijke gonfalone en voerde daarom een gepaalde ombrellino in zijn wapen

## Het troonbaldakijn
Boven de troon van een koning of een lagere regerende vorst bevindt zich vaak een baldakijn. Het baldakijn is in de etiquette van de koninklijke hoven een hoger rangteken dan een troonzetel.
In feite is de troon in het protocol niet meer dan een stoel als andere. Het is het baldakijn boven de stoel dat van die stoel een troon maakt.
In Nederland bevond zich boven de troonzetel (Nederland heeft geen officiële troon) in het Paleis op de Dam tot na de Tweede Wereldoorlog een dergelijk baldakijn. Het werd bij een restauratie weggehaald.
De Belgische koningen beschikken in hun paleis in Brussel over een reusachtig baldakijn.

## Het altaarbaldakijn of altaarciborie
Het altaarbaldakijn of altaarciborie is een op zuilen rustende bekapping boven een altaar. Ze kan van stof, hout of steen gemaakt zijn. Tijdens de Kruistochten werd het baldakijn vanuit het oosten ook in het westen geïntroduceerd. Vanaf de 12e eeuw hing men het baldakijn boven het altaar tegen neervallend stof. Al snel werd het nog slechts ter decoratie gebruikt. Baldakijnen zijn in Italië veelvuldig te vinden, onder meer boven het pontificale hoogaltaar in de St. Pieter; in België en Nederland zijn ze een zeldzaamheid.

## Het processiebaldakijn of processiehemel
Het (processie)baldakijn of processiehemel is de vierkante overkapping van rijkversierde, kostbare stof waaronder de priester met de monstrans tijdens een sacramentsprocessie loopt.

## Het baldakijn als onderscheidingsteken van een basiliek: het conopeum
De grote en kleine basilieken, kerken die deze door de pausen verleende eretitel mogen dragen, hebben het recht om een conopeum in het koor te plaatsen. Dit is een fraai versierde baldakijn in de vorm van een parasol. In processies wordt het conopeum ook meegedragen. Wanneer een paus een basiliek bezoekt, wordt het conopeum hem tegemoet gedragen en het conopeum verschijnt ook op zegel en wapen van de basiliek.
In het Italiaans wordt de parasolvormige baldakijn ook wel gonfalone genoemd. Nu is een gonfalone een type standaard en geen parasol. Het misverstand is ontstaan omdat door de Romeinen vaak een ombrellino op een gonfalone, die immers voor de pausen uit werd gedragen, werd afgebeeld.

## Het baldakijn in de (gotische) bouwkunst
Heiligenbeelden, met name in de gotische of neogotische beeldhouwkunst, staan vaak op een console en worden afgedekt door een rijk bewerkt en gebeeldhouwd afdak, dat eveneens, naar analogie van het processiebaldakijn, baldakijn wordt genoemd.

## Het baldakijn in de heraldiek
Sinds de veertiende eeuw worden baldakijnen ook in koninklijke wapens opgenomen. In dat geval worden zij ook wel wapententen genoemd. In de heraldiek wordt het alleen vorsten toegestaan om een dergelijk wapen te voeren. Uit de met een kroon bekroonde baldakijn komt dan een wapenmantel hangen.
In zijn boek "Tesserae Gentilitiae" deed de 17e-eeuwse jezuïet en heraldicus Silvester Petra Sancta een bijzondere suggestie. Hij stelde voor om, voortbouwend op de tekening van het wapen van de Franse koning zoals Philippe Moreau dat in 1609 in zijn "Tableau des Armoiries de France" had getekend, de wapenschilden van de keizer en de koningen in een wapentent met afhangende wapenmantel te plaatsen en hertogen en prinsen alleen een, niet opgebonden, wapenmantel te geven die aan een kroon werd bevestigd. Dit is de aanwijsbare bron van het gebruik van baldakijnen in de heraldiek.
De pauselijke baldakijn komt ook in de "burgerlijke", in de zin van niet-kerkelijke, heraldiek voor. Leden van de families die een paus hebben voortgebracht, voeren een baldakijn op hun schild of als pronkstuk in hun prinselijke wapen. Het geknoopte koord waarmee de sleutels in het pauselijke wapen met elkaar zijn verbonden, is een verwijzing naar de veronderstelde macht van de paus om zowel in de hemel alsook op aarde zaken en personen te verbinden. De "neven" van de pausen en hun nakomelingen hebben deze pretentie niet en laten het rode koord weg.
De Nederlandse koning toont in zijn grote wapen een baldakijn boven zijn wapenmantel maar bij de prinsen uit zijn Huis wordt het baldakijn weggelaten.

## Markiezen met het baldakijn
Adelrechtelijk gezien is de paus een gekozen koning. Zijn broers en zusters zijn volgens de nog steeds geldende regels van de Bul Urbem Romanum prinsen. Zij en hun nakomelingen dragen een baldakijn met de sleutels van de heilige Petrus als pronkstukken in hun wapen. In een aantal gevallen dragen niet prinsen maar markiezen het baldakijn als pronkstuk in hun wapen. Ze zijn "Nobille di baldacchino" en meer in het bijzonder "Marchese di Baldachino". De families Patrizzi, Serlupi, Sacchetti en Theodoli zijn markizaten met het baldakijn.
Een markies met het baldakijn wordt met de titel "Don" aangesproken.

## Het baldakijn in dekerkelijke heraldiek
Het basilicale baldakijn (Latijn: conopeum, Italiaans: ombrellino) is een baldakijn in de vorm van een parasol. Het baldakijn is een oud pauselijk onderscheidingsteken en wordt sinds de 15e eeuw in de heraldiek gebruikt. Het baldakijn heeft desondanks geen plaats gekregen in het pauselijk wapen. Afwijkend van de regel was het plaatsen van een baldakijn als wapenfiguur op het schild dat wordt getoond in het zegel van Cesare Borgia, zoon van paus Alexander VI. Behalve in de basilieken waar een baldakijn ook werkelijk aanwezig is, wordt zij in de vorm van een "halfopen parasol met gele en rode banen met een geschulpte rand in de tegengestelde schikking en een wereldbol met kruis als bekroning" afgebeeld in de volgende wapenschilden:
- Tijdens het interregnum, de periode tussen het overlijden of aftreden van een paus en het aanvaarden van de troon door de opvolger die in het Vaticaan sede vacante wordt genoemd, voert de camerlengo een bijzonder wapen; hij vermeerdert zijn kardinaalswapen met de sleutels van Sint-Petrus en een baldakijn of ombrellino. Beide zijn tekenen van de pauselijke macht. Bijzonder is dat de twee sleutels die in het pauselijke wapen met een rood koord verbonden zijn, in het wapen van de camerlengo door de koorden waaraan de kwasten die de rang van kardinaal aangeven, worden verbonden.
- Op het wapenschild of als heraldisch pronkstuk in een wapen van de leken die lid zijn van het Pauselijk Gerechtshof, de Rota, wordt een baldakijn afgebeeld.
- Families die door de paus zijn beloond voor bijzondere diensten, mogen een baldakijn als bijzonder privilege op hun schild of als pronkstuk in hun wapen voeren.